# Mickey (revista de Editorial Molino)
Mickey fue una revista infantil ilustrada editada entre 1935 y 1936 por la Editorial Molino de Barcelona. La revista fue dirigida por José María Huertas Ventosa y publicó 74 números. Contribuyó a popularizar el cómic estadounidense en España, tras la aparición a finales del año anterior de "Yumbo" de Hispano Americana de Ediciones.
Otras editoriales lanzaron otros tebeos con títulos similares: Editorial Calleja en 1934 y Editorial Bruguera en 1945. El de mayor duración fue "Don Miki" (1976) de Editorial Montena.

## Contenido
El primer número del "Mickey" de Editorial Molino apareció el 7 de marzo de 1935. Con un formato mayor de lo que era usual hasta entonces, a todo color y a un precio popular de sólo 10 céntimos, incluía secciones muy variadas: Concursos, versiones serializadas de novelas de Julio Verne y Emilio Salgari dibujadas por Emilio Freixas, etc. Entre sus historietas, destacaba el material estadounidense, que procedía de Walt Disney Productions y del King Features Syndicate, y cuyos títulos habían sido alterados. Otros autores españoles que colaboraron con la revista fueron Bocquet, Arturo Moreno o Jaime Tomás.
| Años | Números | Título                                         | Guionista           | Dibujante            | Otros datos |
| ---- | ------- | ---------------------------------------------- | ------------------- | -------------------- | ----------- |
| 1935 | 1, 2,   | Sinfonías alegres                              |                     |                      |             |
| 1935 | 1, 2,   | En busca de aventuras                          |                     | N. A. Fonski         |             |
| 1935 | 1       |                                                |                     | Walter Hoban         |             |
| 1935 | 1       | Jim el temerario                               |                     | Alex Raymond         |             |
| 1935 | 1, 2,   | Sinforoso Pirindola, que nunca da pie con bola | Clarence D. Russell | Clarence D. Russell  |             |
| 1935 | 2,      | Aventuras de Mickey                            |                     |                      |             |
| 1935 |         | Hazañas del tío Chinche y su sobrino Berrinche |                     | Jaime Tomás          | Nueva       |
| 1935 |         | Marujita                                       |                     | Bocquet, Jaime Tomás | Nueva       |
|      |         | Ace Drumond                                    | Eddie Rickenbacker  | Clayton Knight       |             |
|      |         | Las peripecias de Annie Rooney                 |                     |                      |             |
|      |         | La reina de los piratas                        | Milton Caniff       | Milton Caniff        |             |
| 1936 |         | El Castillo de los Tres Fantasmas              | Bill J. Moore       | Jaime Tomás          | Nueva       |

"Mickey" fundó el primer club de lectores, que llegó a alcanzar los 55.000 socios, a los que se les proporcionaba un carné y una insignia. 
La revista no modificó de forma significativa su contenido durante los primeros compases de la Guerra Civil, desapareciendo el 8 de agosto de 1936 con su número 74.